# ضفادع المراعي
ضفادع المراعي (الاسم العلمي: Ptychadenidae) (بالإنجليزية: grassland frogs)‏ ، تنتمي لرتبة ضفادع.

## أنواع مختارة
- جزاع سوداني
- جزاع مخطط